# مرصد جامعة اسطنبول
مرصد جامعة اسطنبول ( (بالتركية: İstanbul Üniversitesi Gözlemevi)‏) هو مرصد فلكي قائم على الأرض تابع لقسم علوم الفلك والفضاء في كلية العلوم بجامعة إسطنبول. أنشئ في عام 1936م، ويقع بجوار برج بايازيد التاريخي؛ داخل الحرم الجامعي الرئيسي للجامعة في ساحة بايازيد في منطقة الفاتح في اسطنبول ، تركيا . 